# Kolektin

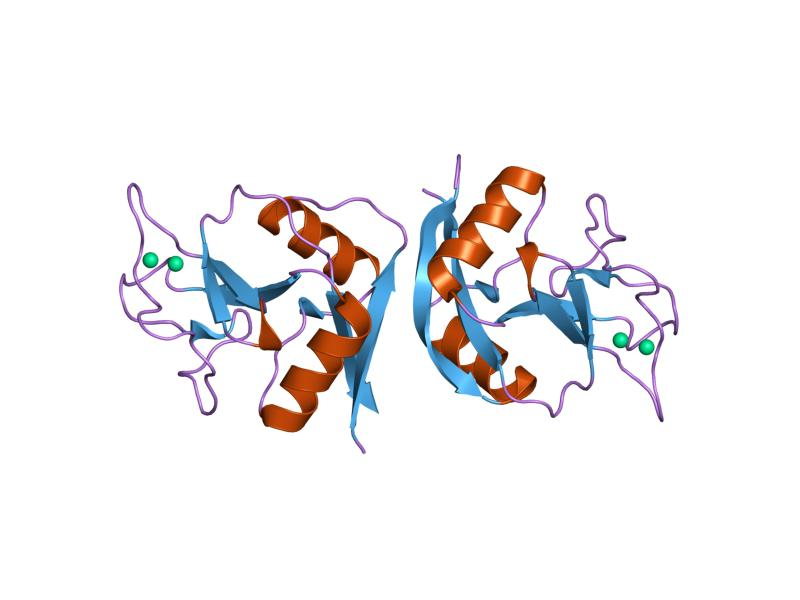
PDB 1msb EBI

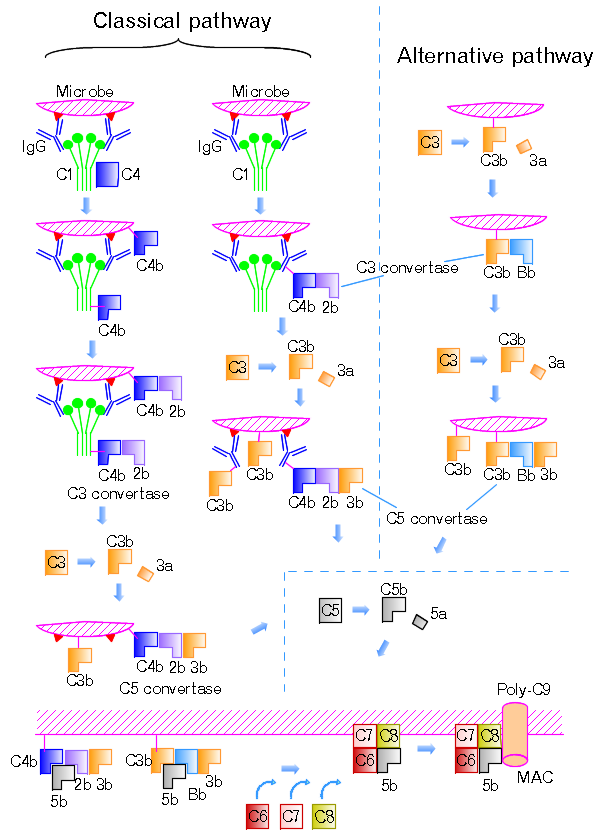
Complement-pathways

Kolektiny jsou lektiny, patřící do rodiny C-lektinů. Představují součást vrozené imunity. Kolektiny jsou glykoproteiny, jejichž molekuly můžeme rozdělit na čtyři oblasti: N-terminální doména bohatá na cystein, kolagenová doména, „α-helical coiled-coil neck“ doména a C-terminální C-typ lektinová doména (CRD). Tyto polypeptidové řetězce vytvářejí trimery, které dále oligomerizují. Vazba ligandu na receptor je závislá na přítomnosti vápníku (proto C-lektin).
Kolektiny patří mezi „pattern recognition“ receptory (PRR), které rozpoznávají oligosacharidové a lipidové motivy na povrchu mikroorganismů. Jsou tedy první obrannou linií proti bakteriální a virové infekci. Kolektiny patogeny v našem těle identifikují a opsonizují, aktivují komplement a fagocytózu – umožňují tak rychle potlačit růst a zároveň eliminovat škodlivý mikroorganismus. Navíc umí regulovat zánětlivé a alergické reakce. Účastní se i modulace adaptivního imunitního systému.
Mezi kolektiny patří lektin vázající mannan (MBL), plicní opsoniny surfaktant A (SP-A) a surfaktant D (SP-D), jaterní kolektin 1 (CL-L1), placentární kolektin (CL-P1), konglutinin, CL-43 a CL-46.[zdroj?] Kromě CL-L1 a CL-P1, které se nachází v cytosolu i na membráně, jsou všechny kolektiny solubilní.

## Receptor
Receptor pro C1q, také zvaný kolektinový receptor (C1qR) váže nejen C1q, ale i další tři ligandy: lektin vázající mannan (MBL), bovinní konglutinin a plicní surfaktant A (SP-A). Primární struktura MBL, SP-A i konglutininu se podobá primární struktuře C1q – obsahuje kolagenové a globulární domény. Přestože C1qR rozpoznává kolagenový ocásek C1q, nebyla prokázána schopnost C1qR vázat strukturní kolageny obecně.

## Funkce

### Aglutinace, opsonizace a fagocytóza
Interagují-li kolektiny s povrchovými markery bakterie, bakterie agregují a jsou přímo likvidovány neutrofily. Surfaktantové kolektiny pomáhají eliminovat bakterie přítomné v plicích za pomoci neutrofilů, a to bez účasti opsonizujících protilátek. Opsonizační schopnosti SP-A a SP-D se liší. Již dříve bylo prokázáno, že SP-D umožňuje eliminovat anti-influenza A virus (velmi podobný mechanismus jako při eliminaci bakterií). Pro vychytávání patogena neutrofily je zásadní schopnost SP-D agregovat bakterie. Zvýšené vychytávání bakterií pomocí surfaktantů může být dáno přímou vazbou SP-A na povrch neutrofilu.

### Inhibice mikrobiálního růstu
SP-A, SP-D přímo inhibují mikrobiální růst.

### Aktivace komplementu
Komplement může být aktivován klasickou, alternativní či lektinovou cestou. Klasická dráha aktivace komplementu je iniciována rozpoznáním protilátky proteinem C1 navázané na povrchu buňky. Lektinová cesta aktivace komplementu připomíná cestu klasickou, jen je iniciována vazbou sérového lektinu MBL na povrch mikrobů. Na rozdíl od klasické a lektinové cesty je alternativní cesta aktivace komplementu je na první pohled méně specifická, jelikož zde nevystupuje žádná molekula, která by specificky rozpoznávala patogena.
- Lektinová cesta aktivace komplementu

Lektinová cesta aktivace komplementu začíná navázáním MBL prostřednictvím své C-lektinové domény na sacharidové struktury na povrchu mikroorganismů. MBL nejčastěji váže mannosové a N-Acetylglukosaminové zbytky v buněčné stěně bakterií. MBL nerozeznává galaktosu či sialovou kyselinu, které jsou často přítomné na savčích glykoproteinech – takto je zajištěna reaktivita namířená pouze proti buňkám mikrobiálního původu. (Pro rozpoznání sacharidových zbytků je důležité umístění ve stěně a jejich orientace!)
MBL následně váže serinové proteasy MASP (MASP-1, MASP-2, MASP-3) či malý protein sMAP. (MASP-3 vzniká alternativním sestřihem genu MASP-1/3.) MASP-2 a MASP-3 vytváří tetramerní komplexy připomínající C1r a C1s, přičemž MASP-2 štěpí C4 a C2 na C3 konvertasu. Dráha pokračuje shodně s klasickou cestou aktivace komplementu.
- Klasická cesta aktivace komplementu

Klasická cesta aktivace komplementu je spuštěna komplexem C1 (C1q, C1r, C1s), rozpozná-li Fc oblast imunoglobulinu navázaného na povrchový antigen patogena.
C1q nemá C-lektinovou doménu jako SP-A a MBL a není klasifikován jako kolektin. Namísto toho má C1q globulární doménu rozpoznávající Fc oblast imunoglobulinu navázaného na povrchový antigen. Vzhledem k podobnosti primární struktury C1q, SP-A a MBL není překvapivé, že se tyto proteiny podobají také ve své funkci. Všechny tři molekuly hrají roli v přirozené imunitě, např. umocňují fagocytózu mikroorganismů. Všechny tři proteiny také vážou stejný C1qR. Bylo prokázáno, že SP-A pomáhá makrofágům odstraňovat neutrofily umírající apoptózou. Tato funkce byla dříve popsána u C1q. Navzdory strukturním podobnostem SP-A či SP-D nemohou nahradit C1q při klasické aktivaci komplementu.
Součástí obrany proti patogenům v plicích jsou surfaktanty SP-A a SP-D i komplement. SP-A a SP-D deficientní myši jsou citlivé k bakteriální i virové infekci v plicích. Aktivovaný komplement produkuje prozánětlivé molekuly (anafylatoxiny) – ty mohou mít v plicích nežádoucí škodlivé účinky, proto je snaha organismu zbytečně komplement neaktivovat.
Za normálních podmínek plicní surfaktanty zvyšují fagocytózu rozpoznaných mikroorganismů a tím snižují potřebu aktivovat komplement.
Interakce SP-A a C1q reguluje aktivaci komplementu zprostředkovanou C1q dvěma různými mechanismy.
1. SP-A brání C1q vytvořit C1 komplex asociací s C1r a C1s,
2. SP-A inhibuje rozpoznání imunitního komplexu C1q i C1.

Schopnost inhibovat klasickou cestu aktivace komplementu je specifická pro SP-A. Zdá se, že zabránění poskládání C1 komplexu je běžným mechanismem inhibice komplementu v raných stádiích. Regulace aktivity komplementu spočívá v tom, zda je C1q volný, nebo navázaný na C1r a C1s.
- Alternativní cesta aktivace komplementu

Povrchové molekuly patogenů mohou indukovat alternativní cestu aktivace komplementu. Aktivace klasickou i lektinovou drahou rovněž aktivuje alternativní cestu (pozitivní zpětná smyčka zvyšující efekt komplementu spuštěného klasickou či lektinovou cestou). Experimenty ukázaly, že alternativní cesta může být zprostředkována MBL.

### Modulace zánětlivých odpovědí
C-lektin SP-A má protizánětlivé účinky. Jeho role v plicích má protektivní charakter – inhibuje produkci prozánětlivých cytokinů, které by jinak plíce poškozovaly a zároveň inhibuje aktivaci komplementu.
SP-A a SP-D modulují produkci cytokinů (TNFα), kyslíkových a dusíkových radikálů (ROS a NOS buňka užívá k zabití fagocytované buňky). Plicní surfaktanty mohou navíc působit jako chemoatraktanty pro neutrofily a monocyty.
SP-A a SP-D jsou schopny utlumit indukci zánětu zprostředkovanou lipopolysacharidem (LPS) a to několika drahami.
SP-A a SP-D mohou v závislosti na orientaci zvyšovat či snižovat produkci inhibičního mediátoru. SP-A a SP-D vážou prostřednictvím své CRD domény signální regulační protein α (SIRPα) a iniciují signální dráhu ústící zablokováním produkce prozánětlivého mediátoru. Zatímco vazbou kolagenové domény na kalretikulin/CD91 stimulují produkci prozánětlivého mediátoru.
Přidáme-li MBL do krve MBL deficientních jedinců, sekrece tumor nekrotizujícího faktoru (TNFα) se v odpověď na infekci Neisseria meningitidis sníží. MBL indukovaná změna sekrece IL-6 a IL-8 (pozitivní – negativní) je závislá na koncentraci MBL.

### Modulace alergických reakcí
Kolektiny plic SP-A a SP-D tlumí alergické reakce, např. inhibicí vazby IgE na alergeny, supresí uvolňování histaminu z basofilů či inhibicí proliferace lymfocytů.

### Modulace adaptivní imunity
SP-A inhibuje diferenciaci nezralých dendritických buněk a na zralé. In vitro SP-A i SP-D zastavují proliferaci T lymfocytů v souvislosti se sníženou produkcí IL-2.

### Apoptóza
SP-A chrání plicní epiteliální buňky typu II před apoptózou. MBL, SP-A a SP-D stimulují makrofágy k rychlé likvidaci apoptotických buněk.